# Tura candida
Tura candida är en kräftdjursart som beskrevs av Franco Ferrara 1974A. Tura candida ingår i släktet Tura och familjen Porcellionidae. Inga underarter finns listade i Catalogue of Life.